# Вест-Монро (Луїзіана)
Вест-Монро (англ. West Monroe) — місто (англ. city) в США, в окрузі Вачіта штату Луїзіана. Населення — 13 103 особи (2020).

## Географія
Вест-Монро розташований за координатами 32°30′44″ пн. ш. 92°9′4″ зх. д. / 32.51222° пн. ш. 92.15111° зх. д. (32.512340, -92.151070).  За даними Бюро перепису населення США в 2010 році місто мало площу 21,32 км², з яких 20,57 км² — суходіл та 0,75 км² — водойми.

## Демографія
Згідно з переписом 2010 року, у місті мешкало 13 065 осіб у 5729 домогосподарствах у складі 3278 родин. Густота населення становила 613 осіб/км².  Було 6320 помешкань (296/км²).
Расовий склад населення:
| - 61,9 % — білих - 33,6 % — чорних або афроамериканців - 0,8 % — азіатів - 0,4 % — корінних американців - 1,7 % — осіб інших рас |

До двох чи більше рас належало 1,6 %. Частка іспаномовних становила 3,5 % від усіх жителів.
За віковим діапазоном населення розподілялося таким чином: 23,7 % — особи молодші 18 років, 60,0 % — особи у віці 18—64 років, 16,3 % — особи у віці 65 років та старші. Медіана віку мешканця становила 35,0 року. На 100 осіб жіночої статі у місті припадало 85,1 чоловіків;  на 100 жінок у віці від 18 років та старших — 81,0 чоловіків також старших 18 років.
Середній дохід на одне домашнє господарство  становив 43 783 долари США (медіана — 31 975), а середній дохід на одну сім'ю — 57 654 долари (медіана — 46 250). Медіана доходів становила 36 065 доларів для чоловіків та 31 753 долари для жінок. За межею бідності перебувало 28,5 % осіб, у тому числі 43,5 % дітей у віці до 18 років та 18,0 % осіб у віці 65 років та старших.
Цивільне працевлаштоване населення становило 5633 особи. Основні галузі зайнятості: освіта, охорона здоров'я та соціальна допомога — 24,3 %, роздрібна торгівля — 15,3 %, мистецтво, розваги та відпочинок — 12,9 %.